# Kurma
Kurma (Kūrma) je sanskrtki izraz, ki pomeni želva.
V hinduizmu je Kurma, ki je predstavljena v podobi želve, drugi Višnujev avatara iz pretekle kritajuge, katera je trajala 1,728.000 človeških let.
Na hrbtu Kurme, pa se kot na čvrsti podlagi nahajajo skupaj z goro Mandaro deve in asure. 